# СРТ (Вільнюс)
Команда будівельно-ремонтного тресту Вільнюса (лит. Statybos ir remonto tresto komanda) — колишній литовський та радянський футбольний клуб з Вільнюса, що існував у 1984—1991 роках.

## Досягнення
- А-ліга/Чемпіонат Литовської РСР
  - Чемпіон (1): 1988
  - Срібний призер (1): 1987
  - Бронзовий призер (2): 1984, 1985
- Кубок Литви
  - Володар (2): 1984, 1987
  - Фіналіст (1): 1983.